# ميتش وليامز (لاعب كرة قاعدة)
ميتش وليامز (بالإنجليزية: Mitch Williams)‏ هو لاعب كرة قاعدة أمريكي، ولد في 17 نوفمبر 1964 في سانتا آنا في الولايات المتحدة.

## وصلات خارجية
- ميتش وليامز على موقعبيزبول رفرنس.كوم (الدوري الرئيسي) (الإنجليزية)
- ميتش وليامز على موقعبيزبول رفرنس.كوم (الدوري الثانوي) (الإنجليزية)
- ميتش وليامز على موقع مشجعي الرسوم البيانية (الإنجليزية)